# 세풍운수
세풍운수(世豊運輸)는 서울특별시 양천구 신정로7길 17 (신정동)에 있는 서울특별시의 시내버스 회사다. 주사무소는 양천공영차고지로 되어 있고, 사업자등록지는 구로구 온수동이다.

## 역사

### 1970년대 ~ 2004년 서울시내버스 개편 이전
- 1973년 3월 20일: 보성운수의 오류동과 신정동 영업소를 분리독립 이후 설립
- 2000년 12월: 구로구 마을버스 6번을 지역순환버스 470번(현 지선버스 6613번)으로 승격

### 2004년 서울시내버스 개편 이후
- 2004년 7월 1일: 서울특별시의 시내버스 개편과 함께 지선버스 12개 노선으로 운행 개시
- 2010년 4월 26일: 지선버스 6640번 천왕역 단축과 함께 시흥시 구간과 여의도 구간의 운행을 폐지

## 운행 노선
2023년 3월 17일 기준이다.
| 운행노선 | 운행구간       | 운행구간 | 운행구간         | 배차간격 (분) | 인가 대수 | 비고                                 |
| -------- | -------------- | -------- | ---------------- | ------------- | --------- | ------------------------------------ |
| 6613번   | 양천공영차고지 | ↔        | 대림역           | 9~22          | 10        | 구로구 마을버스 15-19번 1기 구 470번 |
| 6614번   | 양천공영차고지 | ↔        | 부천남부생태공원 | 9~20          | 13        | 구 460번 연장                        |
| 6615번   | 양천공영차고지 | ↔        | 천왕역           | 15~20         | 7         | 2018년 11월 19일 신설, 항동지구 경유 |
| 6616번   | 철산동         | ↔        | 온수동           | 5~10          | 14        | 구 121-1번                           |
| 6638번   | 철산동         | ↔        | 오목교역         | 12~18         | 10        | 구 121번 단축 변경                   |
| 6640A번  | 양천공영차고지 | →        | 양천공영차고지   | 9~14          | 9         | 구 111-1번 단축                      |
| 6640B번  | 양천공영차고지 | ←        | 양천공영차고지   | 9~14          | 9         | 구 111-1번 단축                      |
| 6713번   | 철산동         | ↔        | 홍대입구역       |               | 20        | 구 121번 및 구 6513번 변경           |
| 6716번   | 양천공영차고지 | ↔        | 이대역           | 5~8           | 27        | 구 6612번 변경                       |

## 이전 보유 노선

### 개편 전 노선

#### 도시형버스
- 111번: 신정동 - 노량진역 - 사당역 - 난곡[2]
- 123번: 온수동 - 광화문 (현 서울교통네트웍 600번)[3]

#### 좌석버스
- 905번: 부천시 상동 - 영등포역 (현 부천버스 83번)

### 개편 후 노선
| 운행노선 | 운행구간 | 운행구간 | 운행구간         | 비고            |
| -------- | -------- | -------- | ---------------- | --------------- |
| 6513번   | 철산동   | ↔        | 서울대학교       | 현 6713번       |
| 6612번   | 온수동   | ↔        | 구로디지털단지역 | 현 6716번       |
| 6615번   | 온수동   | ↔        | 천왕역           | 구 470-1번 연장 |
| 6619번   | 신정동   | ↔        | 당산역           |                 |
| 6622번   | 신정동   | ↔        | 신정동           |                 |
| 6636번   | 철산동   | ↔        | 영등포           |                 |
| 6657번   | 신정동   | ↔        | 영등포           | [ 4 ]           |

## 본사 및 영업소
- 신정동 본사 (6613번, 6614번, 6640A번, 6640B번, 6716번)
- 철산동 영업소 (6616번, 6638번, 6713번)

## 보유 차량

#### KGM커머셜
- 에디슨모터스 E-화이버드
- KGM 스마트 110

#### 자일대우버스
- 자일대우 BS090 뉴 로얄미디
- 자일대우 BS106 뉴 로얄시티

#### 현대자동차
- 현대 그린시티
- 현대 뉴 슈퍼 에어로시티
- 현대 저상 뉴 슈퍼 에어로시티
- 현대 일렉시티

#### 우진산전
- 우진산전 아폴로 1100

#### 황해버스
- 황해자동차 E-SKY 11 EV

## 갤러리

서울시내버스 6716번
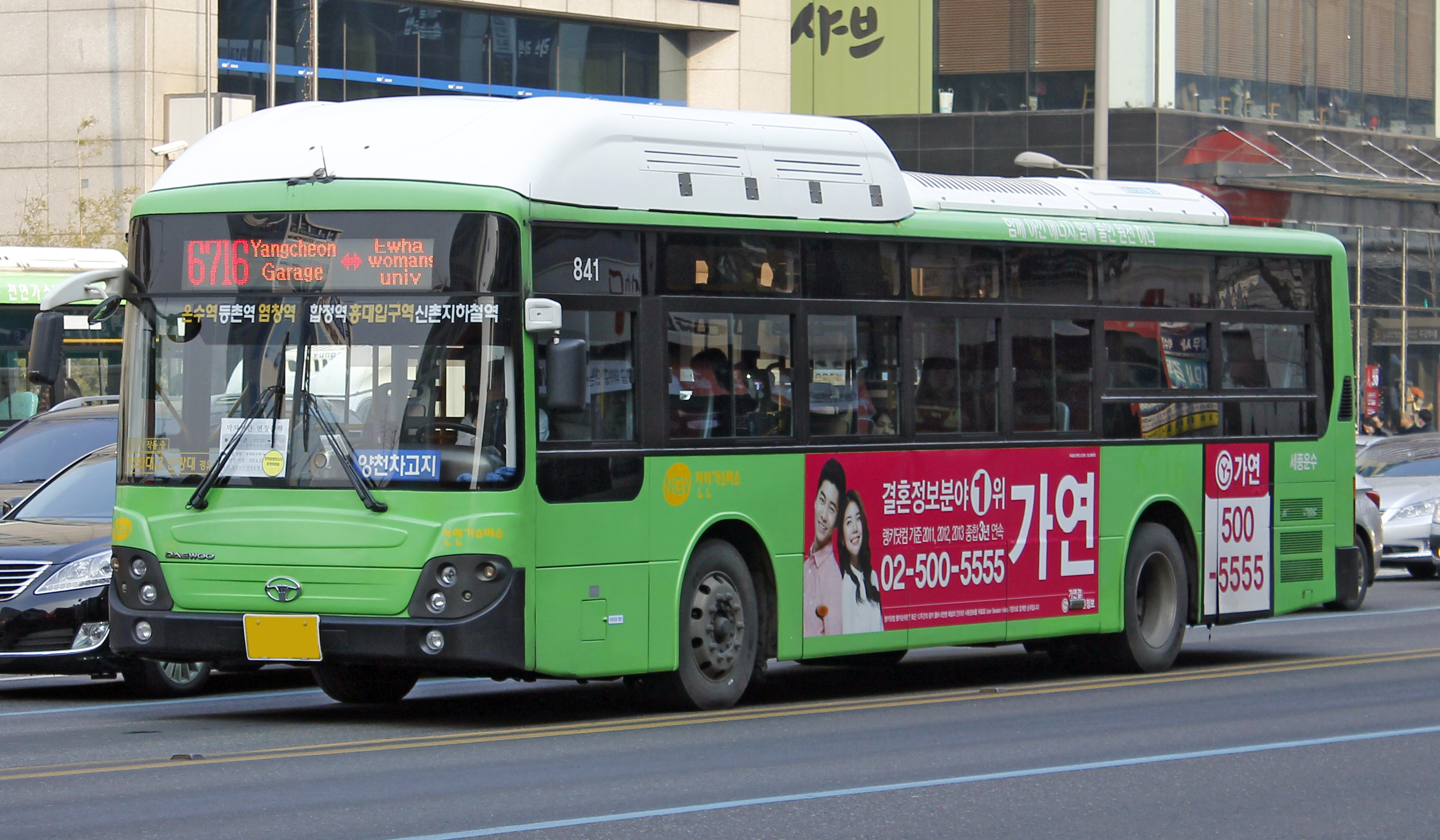
서울시내버스 6716번